# Teste F
Um teste F é qualquer teste estatístico no qual a estatística de teste tem uma distribuição F sob a hipótese nula. É mais frequentemente usado ao comparar modelos estatísticos que foram ajustados a um conjunto de dados, a fim de identificar o modelo que melhor se ajusta à população da qual os dados foram amostrados. Os "testes F" exatos surgem principalmente quando os modelos foram ajustados aos dados usando mínimos quadrados. O nome foi cunhado por George W. Snedecor, em homenagem a Ronald Fisher. Fisher desenvolveu inicialmente a estatística como a razão de variância na década de 1920.

## Exemplos comuns
Exemplos comuns do uso de testes F incluem o estudo dos seguintes casos:
- A hipótese de que as médias de um determinado conjunto de populações normalmente distribuídas, todas com o mesmo desvio padrão, são iguais. Este é talvez o teste F mais conhecido e desempenha um papel importante na análise de variância (ANOVA).
- A hipótese de que um modelo de regressão proposto se ajusta bem aos dados.
- A hipótese de que um conjunto de dados em uma análise de regressão segue o mais simples de dois modelos lineares propostos que estão aninhados um no outro.

### TesteFda igualdade de duas variâncias
O teste F é sensível à não normalidade. Na análise de variância (ANOVA), os testes alternativos incluem o teste de Levene, o teste de Bartlett e o teste de Brown-Forsythe. No entanto, quando qualquer um desses testes é realizado para testar a suposição subjacente de homocedasticidade (ou seja, homogeneidade de variância), como um passo preliminar para testar os efeitos médios, há um aumento na taxa de erro tipo I experimental.

## Fórmula e cálculo
A maioria dos testes F surge considerando uma decomposição da variabilidade em uma coleção de dados em termos de somas de quadrados. A estatística de teste em um teste F é a razão de duas somas de quadrados em escala refletindo diferentes fontes de variabilidade. Essas somas de quadrados são construídas de modo que a estatística tende a ser maior quando a hipótese nula não é verdadeira. Para que a estatística siga a distribuição F sob a hipótese nula, as somas dos quadrados devem ser estatisticamente independentes, e cada uma deve seguir uma distribuição χ² escalonada. A última condição é garantida se os valores dos dados forem independentes e normalmente distribuídos com uma variância comum.

### Problemas de ANOVA de comparação múltipla
O teste F em análise de variância unidirecional (ANOVA) é usado para avaliar se os valores esperados de uma variável quantitativa dentro de vários grupos pré-definidos diferem uns dos outros. Por exemplo, suponha que um estudo médico compare quatro tratamentos. O teste ANOVA F pode ser usado para avaliar se algum dos tratamentos é, em média, superior ou inferior aos outros versus a hipótese nula de que todos os quatro tratamentos produzem a mesma resposta média. Este é um exemplo de um teste "omnibus", o que significa que um único teste é realizado para detectar qualquer uma das várias diferenças possíveis. Alternativamente, poderíamos realizar testes em pares entre os tratamentos (por exemplo, no exemplo do estudo médico com quatro tratamentos, poderíamos realizar seis testes entre pares de tratamentos). A vantagem do teste ANOVA F é que não precisamos pré-especificar quais tratamentos devem ser comparados e não precisamos ajustar para fazer comparações múltiplas. A desvantagem do teste F ANOVA é que, se rejeitarmos a hipótese nula, não sabemos quais tratamentos podem ser considerados significativamente diferentes dos outros, nem, se o teste F for realizado no nível α, podemos afirmar que o par de tratamento com a maior diferença média é significativamente diferente no nível α.
A fórmula para a estatística do teste F ANOVA unidirecional é
{\displaystyle F={\frac {\text{variância explicada}}{\text{variância não explicada}}},}
A "variância explicada" ou "variabilidade entre grupos" é
{\displaystyle F={\frac {\text{variabilidade entre grupos}}{\text{variabilidade dentro do grupo}}}.}
A "variância explicada" ou "variabilidade entre grupos" é
{\displaystyle \sum _{i=1}^{K}n_{i}({\bar {Y}}_{i\cdot }-{\bar {Y}})^{2}/(K-1)}
Onde {\displaystyle {\bar {Y}}_{i\cdot }} denota a média da amostra no iésimo grupo, {\displaystyle n_{i}} é o número de observações no iésimo grupo, {\displaystyle {\bar {Y}}} denota a média geral dos dados, e {\displaystyle K} indica o número de grupos.
A "variância inexplicada" ou "variabilidade dentro do grupo" é
{\displaystyle \sum _{i=1}^{K}\sum _{j=1}^{n_{i}}\left(Y_{ij}-{\bar {Y}}_{i\cdot }\right)^{2}/(N-K),}
Onde {\displaystyle Y_{ij}} é a j - ésima observação no i - ésimo de {\displaystyle K} grupos e {\displaystyle N} é o tamanho geral da amostra. Esta estatística F segue a distribuição F com graus de liberdade {\displaystyle d_{1}=K-1} e {\displaystyle d_{2}=N-K} sob a hipótese nula. A estatística será grande se a variabilidade entre grupos for grande em relação à variabilidade dentro do grupo, o que é improvável de acontecer se as médias populacionais de todos os grupos tiverem o mesmo valor.